# Central Point
Central Point és una població dels Estats Units a l'estat d'Oregon. Segons el cens del 2007 tenia 17.025 habitants.

## Demografia
Segons el cens del 2000, Central Point tenia 12.493 habitants, 4.613 habitatges, i 3.450 famílies. La densitat de població era de 1.571,2 habitants per km².
Dels 4.613 habitatges en un 37,5% hi vivien nens de menys de 18 anys, en un 59,2% hi vivien parelles casades, en un 11,5% dones solteres, i en un 25,2% no eren unitats familiars. En el 20% dels habitatges hi vivien persones soles el 9,6% de les quals corresponia a persones de 65 anys o més que vivien soles. El nombre mitjà de persones vivint en cada habitatge era de 2,69 i el nombre mitjà de persones que vivien en cada família era de 3,06.
Per edats la població es repartia de la següent manera: un 28,6% tenia menys de 18 anys, un 7,8% entre 18 i 24, un 29,2% entre 25 i 44, un 20,2% de 45 a 60 i un 14,2% 65 anys o més.
L'edat mediana era de 34 anys. Per cada 100 dones de 18 o més anys hi havia 89,2 homes.
La renda mediana per habitatge era de 40.622$ i la renda mediana per família de 44.849$. Els homes tenien una renda mediana de 32.778$ mentre que les dones 23.851$. La renda per capita de la població era de 17.003$. Aproximadament el 5,9% de les famílies i el 6,6% de la població estaven per davall del llindar de pobresa.

## Poblacions més properes
El següent diagrama mostra les poblacions més properes.